# 偏锋杂志
《偏鋒雜誌》（英語：Slant Magazine），或译《偏锋》、《斜向雜誌》，是美國的娛樂評論網絡刊物，涵蓋電影、音樂、電視、DVD、戲劇、遊戲等領域的評論及採訪。

## 歷史
《偏锋》於2001年首次推出，于2010年1月21日再次推出网站，吸納了著名的娱評博客「隔壁的房子」（The House Next Door）。該博客由纽约时报（The New York Times）和纽约新闻社（New York Press）專欄作家马特·佐勒·塞茨（Matt Zoller Seitz）創建，由紐約Time Out雜誌影评人基思·乌利希（Keith Uhlich）編輯管理，被《偏鋒》收購後該博客仍由基思管理。

## 評級
《偏锋》采用两种不同的评级系统：
- 电影和电视节目使用的是传统的四星级评级制度。
- 相册、DVD和游戏使用的是五星级系统评级。

## 外链
- Slant Magazine官方網站 （页面存档备份，存于）
- 偏锋杂志的X（前Twitter）